# یرابلور
یرابلور (ارمنی: Եռաբլուր) یک گورستان نظامی به مساحت ۴۴ هکتار که در ناحیه ناحیه مالاتیا سباستیا شهر ایروان واقع شده‌است. این گورستان در سال ۱۹۹۰ گشایش یافته‌است. از سال ۱۹۸۸ سربازان ارمنی که در در طی جنگ قره‌باغ کشته می‌شوند در این گورستان به خاک سپرده می‌شوند.

## مدفونان سرشناس
بسیاری از قهرمانان ارمنی در این گورستان به خاک سپرده شده‌اند برخی از آنها عبارتنداز:
- موسس گورگیسیانانیان (۱۹۹۰)
- واردان استپانیان (۱۹۹۲)
- مونته ملکونیان (۱۹۹۳)
- گارو (۱۹۹۳)
- شاهن مغریان (۱۹۹۳)
- سوسه مایریک (درگذشته ۱۹۵۲, خاکسپاری دوباره در یرابلور در ۱۹۹۸)
- وازگن سارگسیان (۱۹۹۹)
- آندرانیک اوزانیان (درگذشته در ۱۹۲۷, خاکسپاری دوباره در یرابلور در ۲۰۰۰)[۱][۲]
- گورگن مارگاریان (۲۰۰۴)
- سبوه نرسسیان (درگذشته در ۱۹۴۰, خاکسپاری دوباره در یرابلور در ۲۰۱۴)[۳][۴]

## نگارخانه
نگارخانه

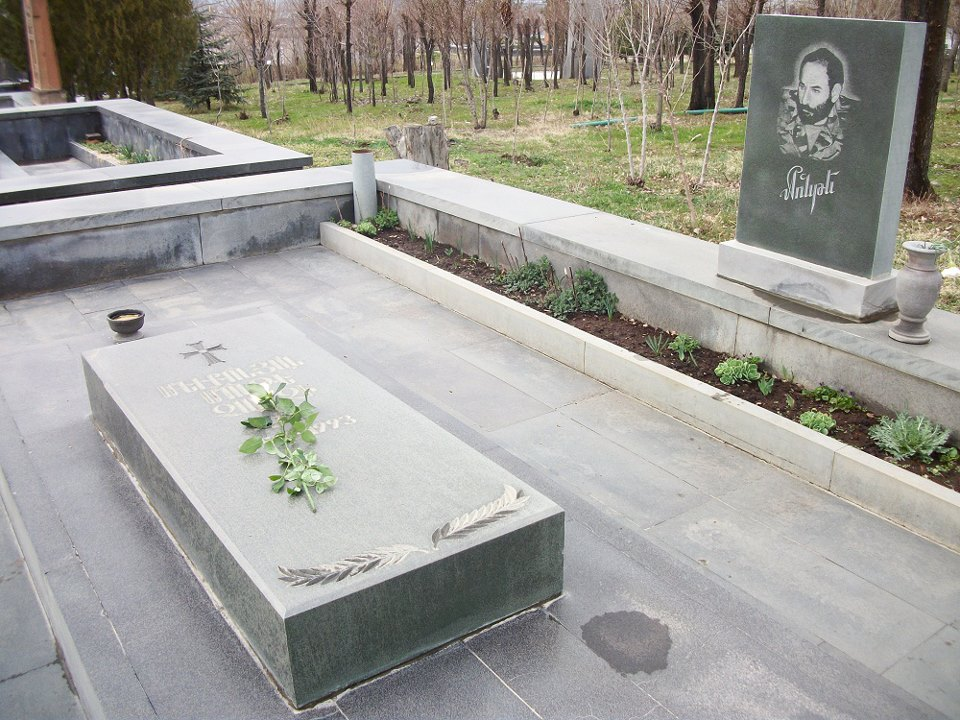
مونته ملکونیان
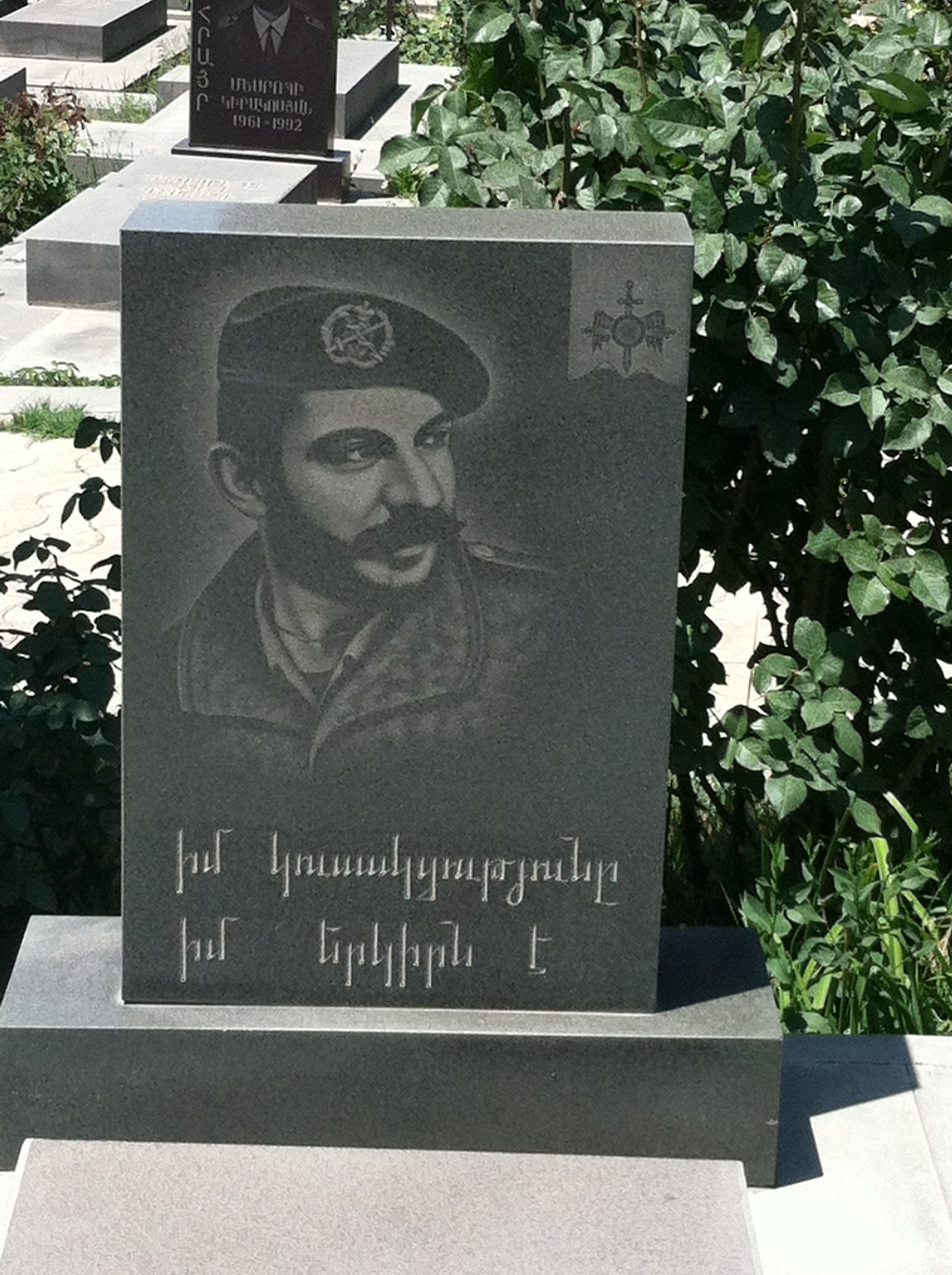
کارو کاهکه‌جیان
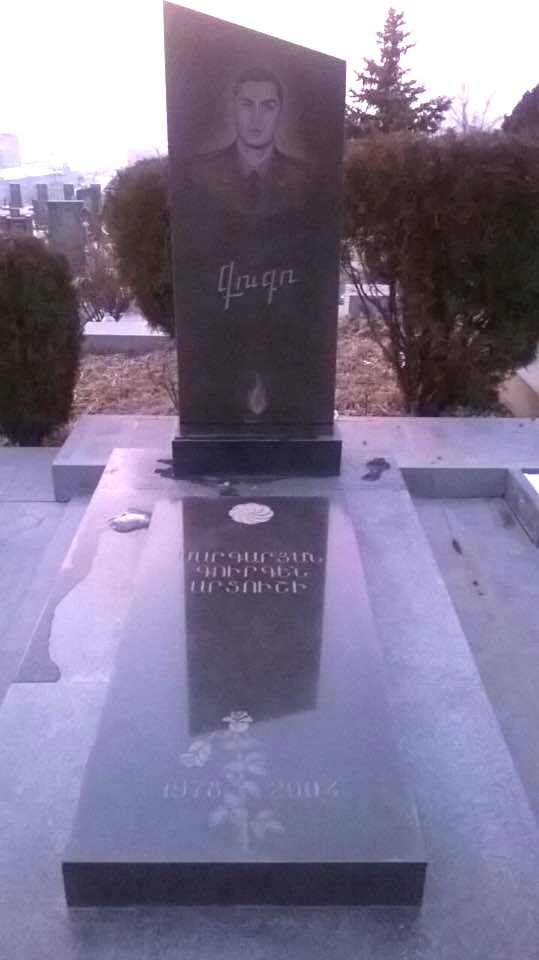
گورگن مارگاریان
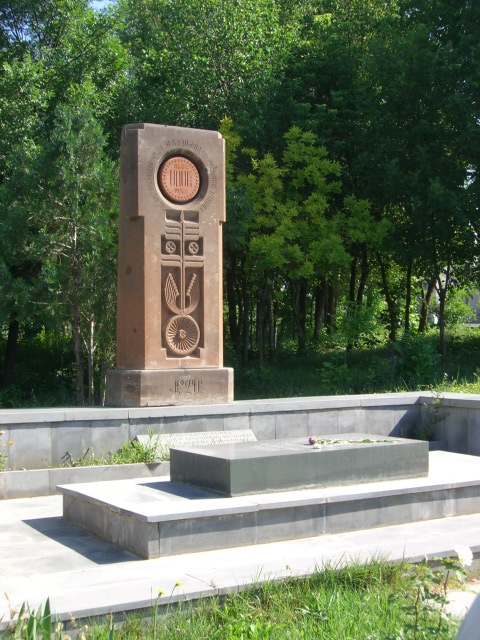
سوسه مایریک
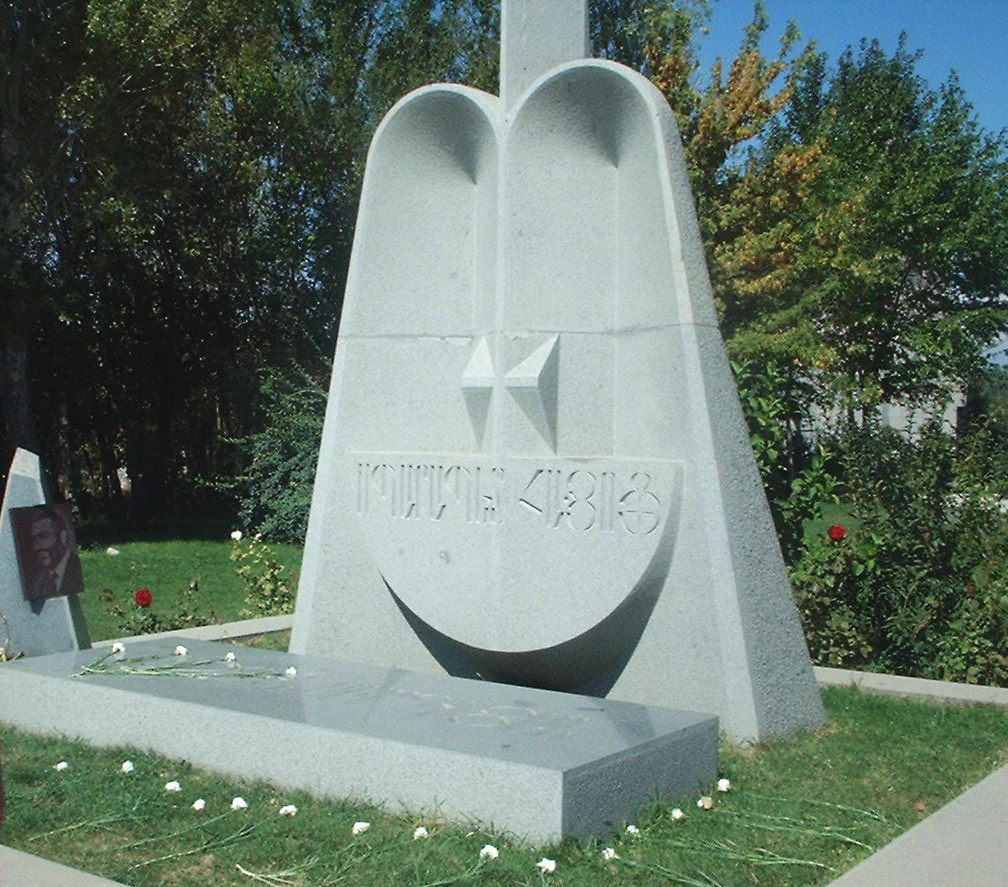
وازگن سارگسیان
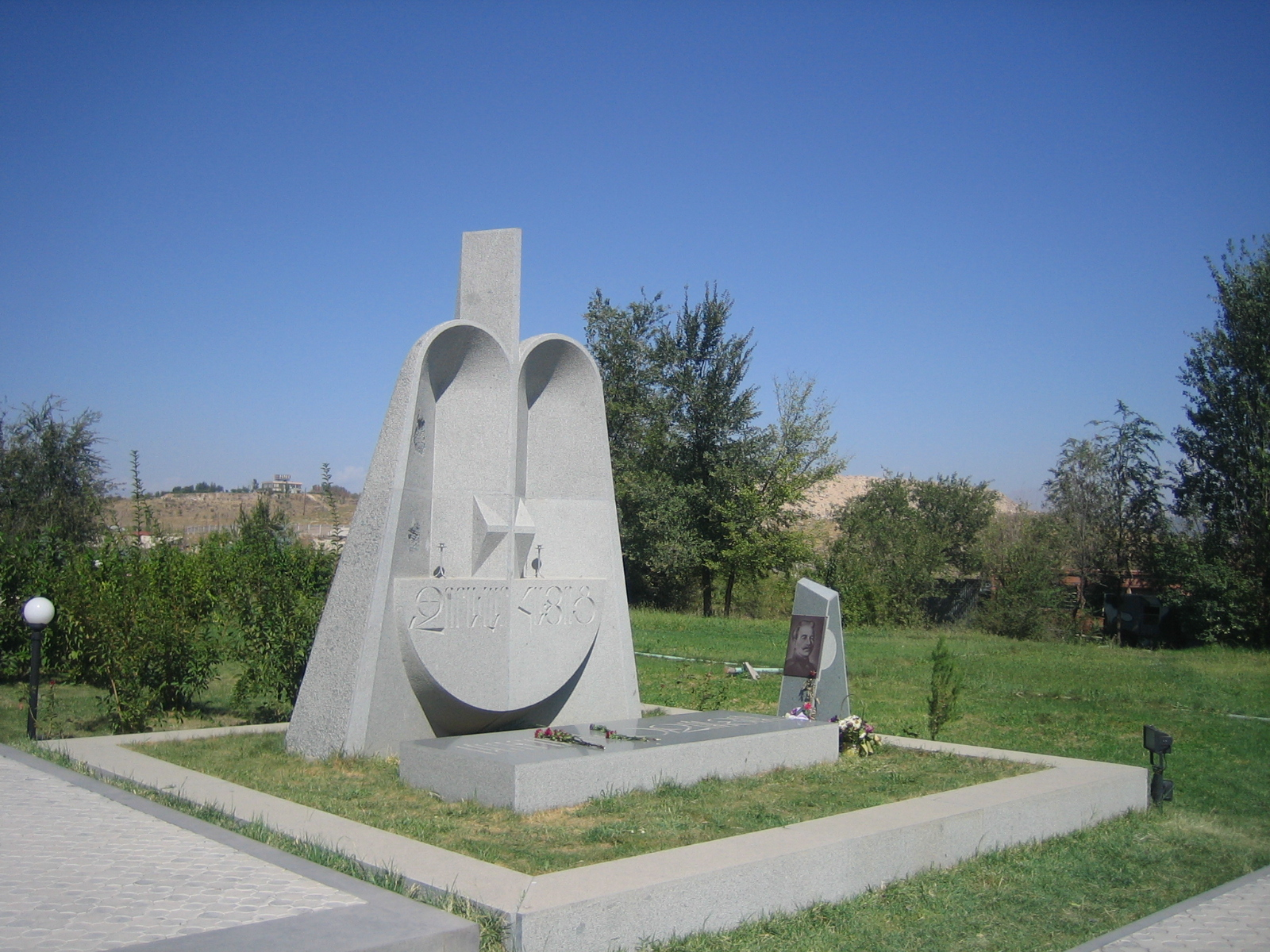
آندرانیک اوزانیان
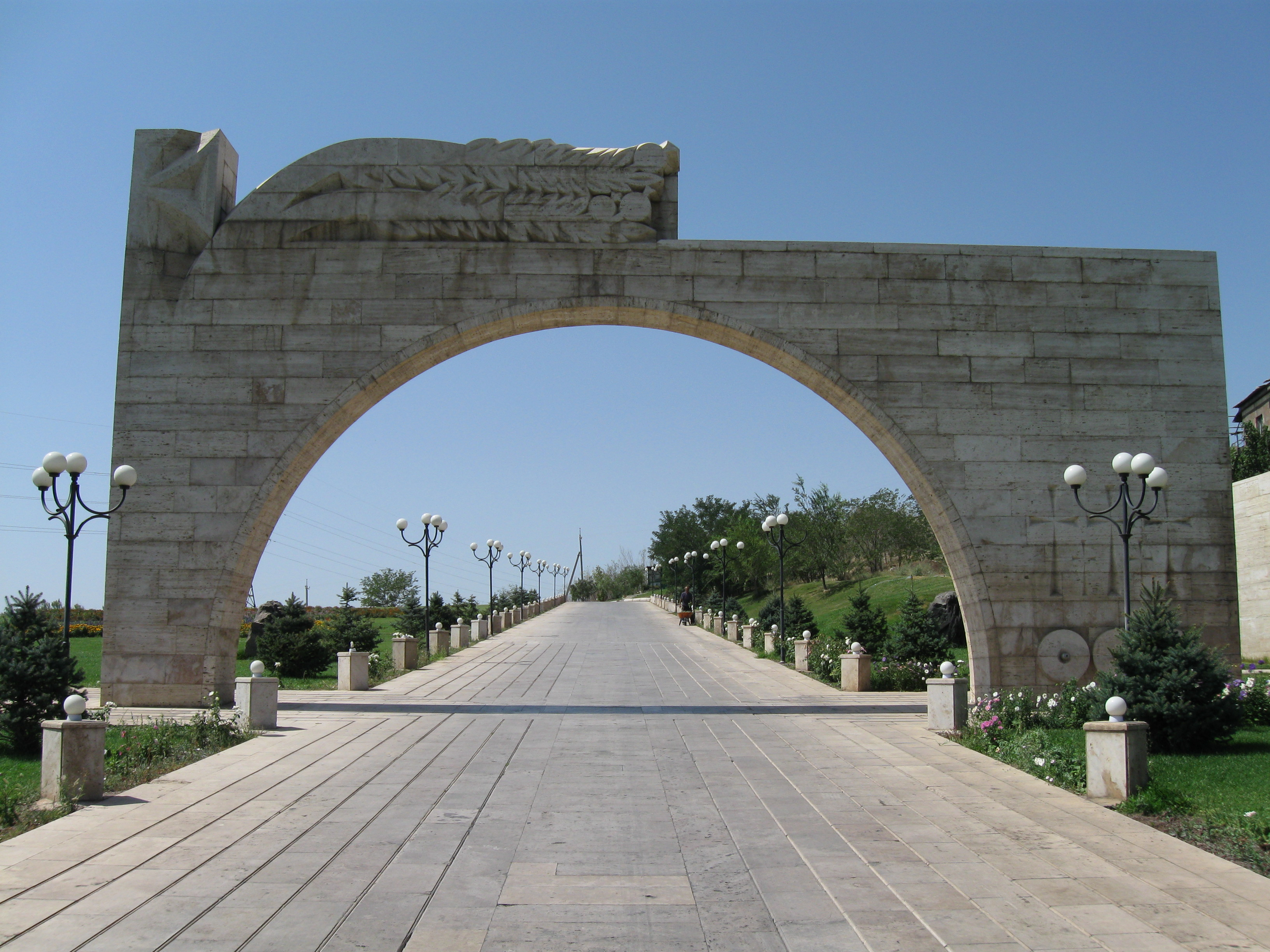
ورودی پانتئون یرابلور
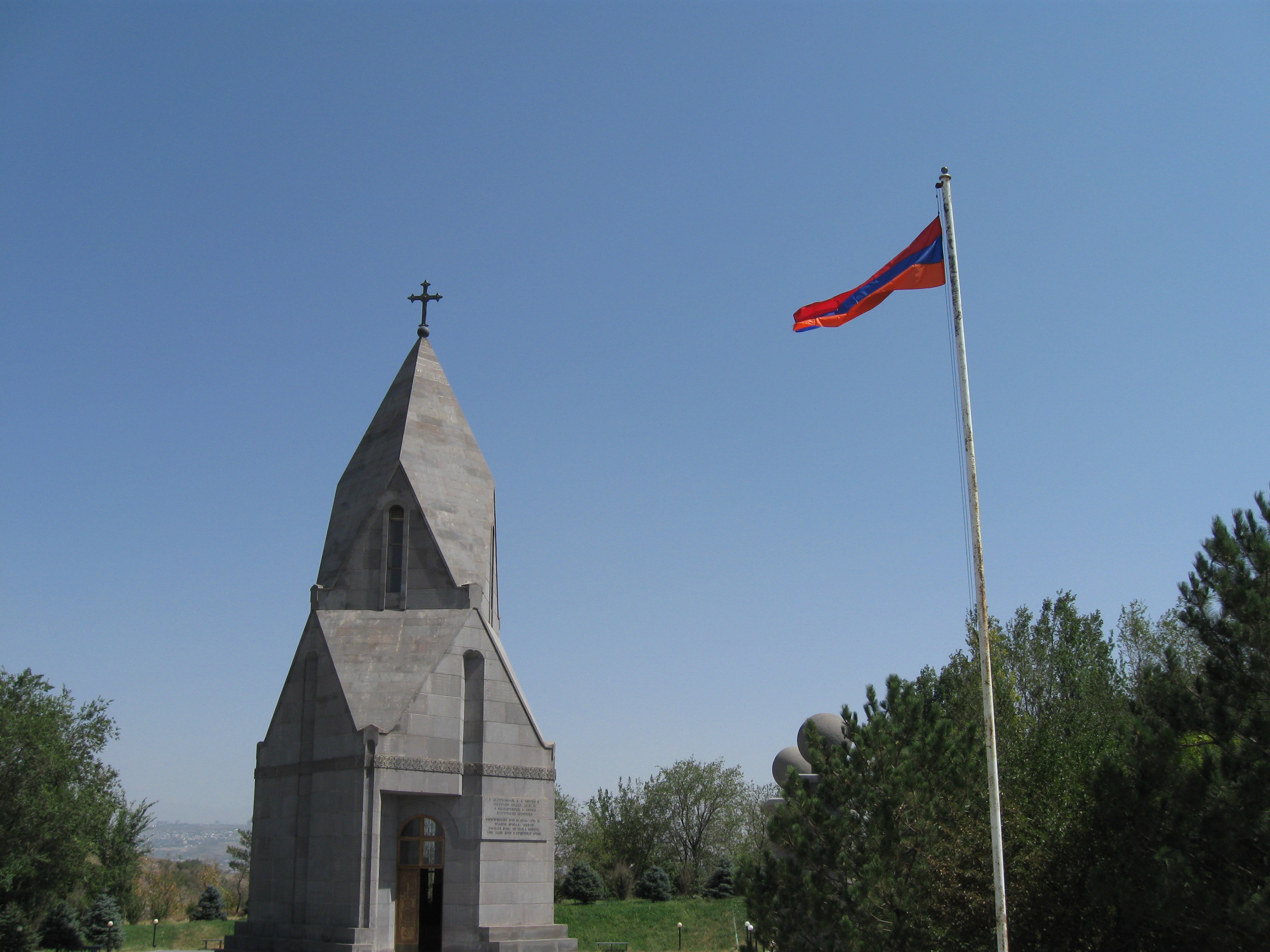
یرابلور
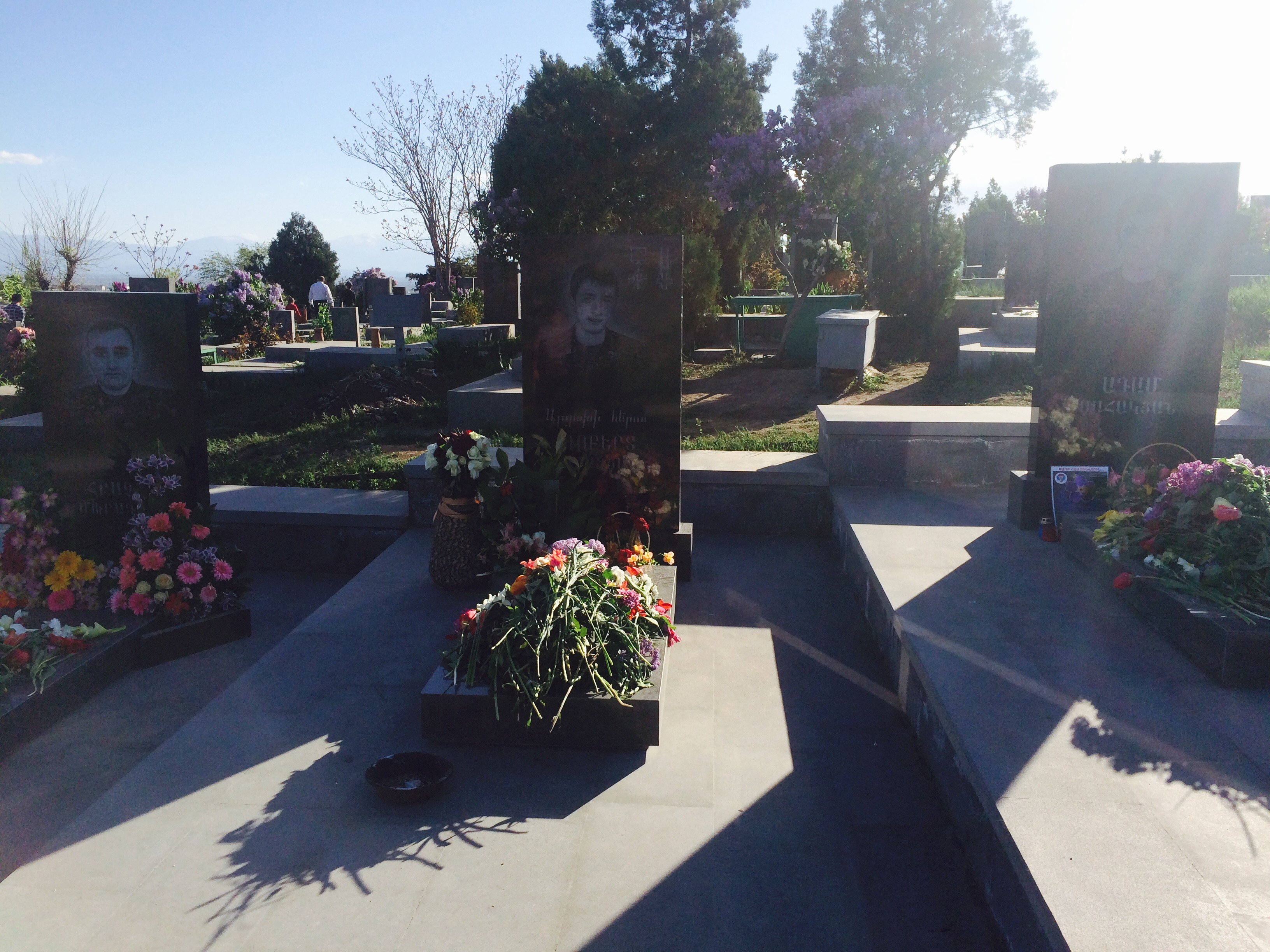
روبرت آباجیان
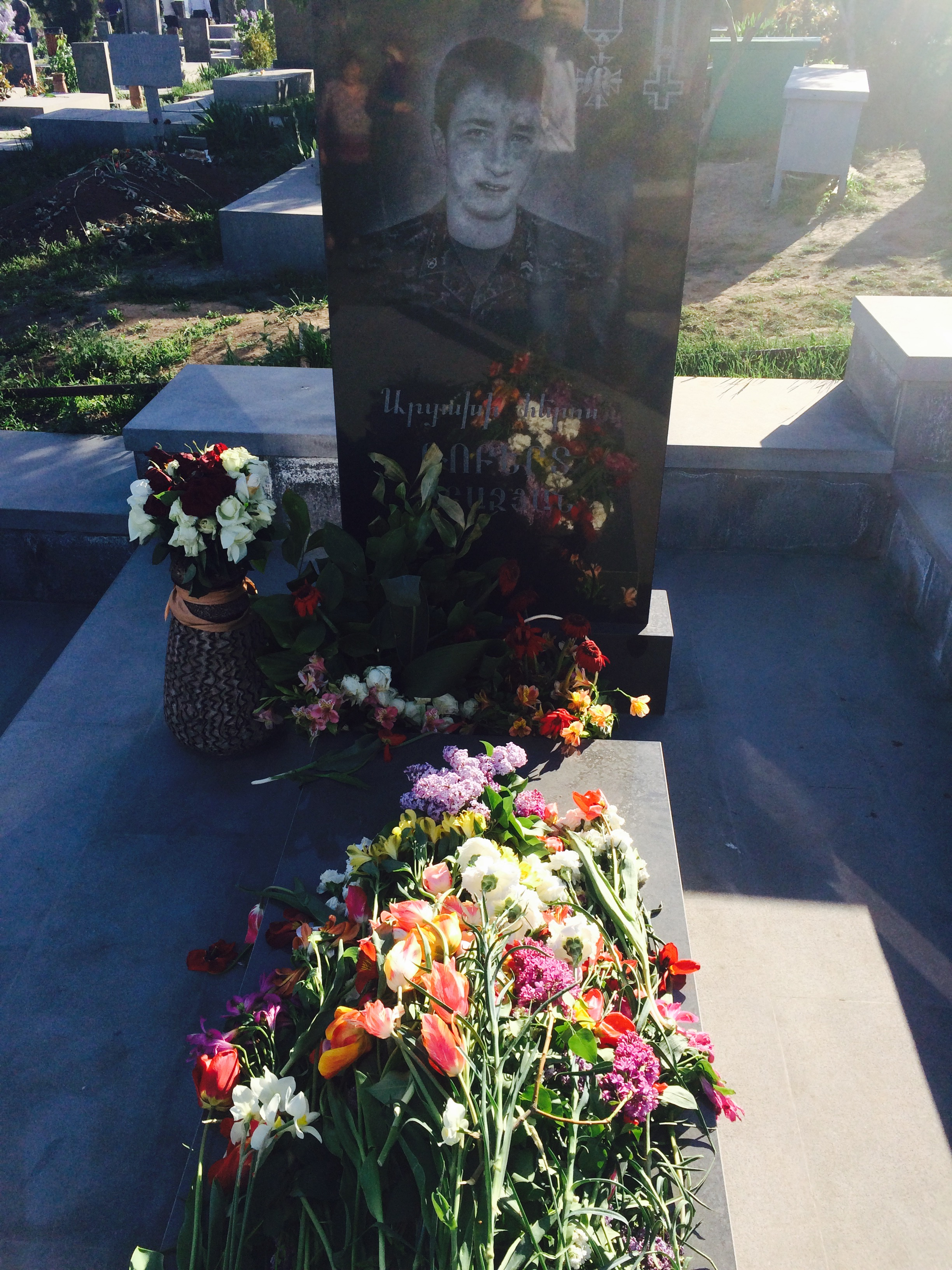
روبرت آباجیان